# U-Bahnhof Corvetto
Der U-Bahnhof Corvetto ist ein unterirdischer Bahnhof der U-Bahn Mailand. Er befindet sich auf der Linie M3 unter dem Piazzale Luigi Emanuele Corvetto.

## Geschichte
Der U-Bahnhof Corvetto wurde am 12. Mai 1991 als Teil der Verlängerung von Porta Romana zur neuen Endstation San Donato in Betrieb genommen.

## Lage
Der Bahnhof befindet sich in unterirdischer Lage unter dem Piazzale Luigi Emanuele Corvetto.
Der Bahnhof verfügt über zwei Gleise mit einem Mittelbahnsteig. Über dem Gleisniveau befindet sich ein Zwischengeschoss mit Zutrittskontrolle.
Die architektonische Ausstattung wurde wie bei allen Bahnhöfen der Linie M3 von den Architekten Claudio Dini und Umberto Cappelli gestaltet.

## Anbindung
Am U-Bahnhof bestehen Umsteigemöglichkeiten von der Linie M3 zur Obuslinie 93 der Azienda Trasporti Milanesi sowie zu einigen Buslinien.
| Linie | Verlauf |
| ----- | --- |
|       | Comasina – Affori FN – Affori Centro – Dergano – Maciachini – Zara – Sondrio – Centrale FS – Repubblica – Turati – Montenapoleone – Duomo – Missori – Crocetta – Porta Romana – Lodi TIBB – Brenta – Corvetto – Porto di Mare – Rogoredo FS – San Donato |